# Vela nos Jogos Olímpicos de Verão de 1980 - Soling
As provas da classe Soling da vela nos Jogos Olímpicos de Verão de 1980 ocorreram entre 21 e 29 de julho daquele ano no Tallinna Olümpiapurjespordikeskus, complexo esportivo localizado em Tallinn, na atual Estônia. O programa compunha sete regatas. Para esta classe, houve 27 velejadores de 9 nações inscritas.

## Medalhistas
O trio dinamarquês Poul Richard Høj Jensen, Valdemar Bandolowski e Erik Hansen finalizou a competição em primeiro lugar e conquistou a medalha de ouro. A prata firmou-se com os soviéticos Boris Budnikov, Alexandr Budnikov e Nikolay Poliakov. Por fim, a medalha de bronze ficou com Anastasios Bountouris, Anastasios Gavrilis e Aristidis Rapanakis, da Grécia.
|  | DEN Dinamarca                                            |  | URS União Soviética                               |  | GRE Grécia                                                    |
|  | Poul Richard Høj Jensen Valdemar Bandolowski Erik Hansen |  | Boris Budnikov Alexandr Budnikov Nikolay Poliakov |  | Anastasios Bountouris Anastasios Gavrilis Aristidis Rapanakis |

## Resultados
Estes foram os resultados da competição:
| Pos.              | Tripulação                                                        | Regata I | Regata I | Regata II | Regata II | Regata III | Regata III | Regata IV | Regata IV | Regata V | Regata V | Regata VI | Regata VI | Regata VII | Regata VII | Total de pontos | Total -1 |
| Pos.              | Tripulação                                                        | Pts.     | Pos.     | Pts.      | Pos.      | Pts.       | Pos.       | Pts.      | Pos.      | Pts.     | Pos.     | Pts.      | Pos.      | Pts.       | Pos.       | Total de pontos | Total -1 |
| ----------------- | ----------------------------------------------------------------- | -------- | -------- | --------- | --------- | ---------- | ---------- | --------- | --------- | -------- | -------- | --------- | --------- | ---------- | ---------- | --------------- | -------- |
| Medalha de ouro   | DEN Poul Richard Høj Jensen Valdemar Bandolowski Erik Hansen      | 1        | 0.0      | 5         | 10.0      | 6          | 11.7       | 5         | 10.0      | 2        | 3.0      | 1         | 0.0       | 1          | 0.0        | 34.7            | 23.0     |
| Medalha de prata  | URS Boris Budnikov Alexandr Budnikov Nikolay Poliakov             | 3        | 5.7      | 8         | 14.0      | 3          | 5.7        | 2         | 3.0       | 5        | 10.0     | 2         | 3.0       | 2          | 3.0        | 44.4            | 30.4     |
| Medalha de bronze | GRE Anastasios Bountouris Anastasios Gavrilis Aristidis Rapanakis | 9        | 15.0     | 3         | 5.7       | 1          | 0.0        | 6         | 11.7      | 1        | 0.0      | 4         | 8.0       | 3          | 5.7        | 46.1            | 31.1     |
| 4                 | GDR Dieter Below Bernd Klenke Michael Zachries                    | 7        | 13.0     | 1         | 0.0       | 5          | 10.0       | 1         | 0.0       | 3        | 5.7      | 6         | 11.7      | 5          | 10.0       | 50.4            | 37.4     |
| 5                 | NED Geert Bakker Steven Bakker Dick Coster                        | 2        | 3.0      | 2         | 3.0       | 7          | 13.0       | 4         | 8.0       | 4        | 8.0      | 5         | 10.0      | 7          | 13.0       | 58.0            | 45.0     |
| 6                 | BRA Gastão Brun Vicente Brun Roberto Souza                        | 4        | 8.0      | 7         | 13.0      | 2          | 3.0        | 3         | 5.7       | 7        | 13.0     | 3         | 5.7       | 6          | 11.7       | 60.1            | 47.1     |
| 7                 | SUI Jean-François Corminboeuf Roger-Claude Guignard Robert Perret | 5        | 10.0     | 4         | 8.0       | 8          | 14.0       | 9         | 15.0      | 6        | 11.7     | 7         | 13.0      | 9          | 15.0       | 86.7            | 71.7     |
| 8                 | SWE Jan Andersson Göran Andersson Bertil Larsson                  | 6        | 11.7     | 9         | 15.0      | 9          | 15.0       | 7         | 13.0      | 8        | 14.0     | 8         | 14.0      | 4          | 8.0        | 90.7            | 75.7     |
| 9                 | POL Jan Bartosik Jerzy Wujecki Zdzislaw Kotla                     | 8        | 14.0     | 6         | 11.7      | 4          | 8.0        | 8         | 14.0      | 9        | 15.0     | 9         | 15.0      | 8          | 14.0       | 91.7            | 76.7     |

### Classificação diária

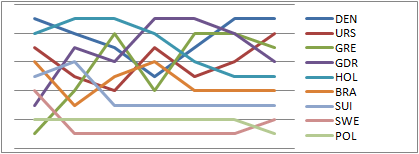
Gráfico mostrando a classificação diária na classe.